# Ligne de Kiskunfélegyháza à Kunszentmárton
La ligne de Kecskemét à Kunszentmárton ou ligne 146 est une ligne de chemin de fer de Hongrie. Elle relie Kecskemét à Kunszentmárton.